# 香港科技探索
香港科技探索有限公司（英語：Hong Kong Technology Venture Company Limited，英文縮寫：；港交所：1137、OTCBB：HKTVY
，前稱「城市電訊（香港）有限公司」和「香港電視網絡有限公司（英語：Hong Kong Television Network Limited)」，現時為香港一間主要業務為經營網上購物的公司。
2009年，當時名為城市電訊的香港電視網絡向通訊事務管理局申請免費電視牌照，至2013年10月15日獲宣佈其申請不獲行政長官會同行政會議接納。香港電視網絡在不獲發免費電視牌照後，於2013年12月20日公布推出流動電視服務及OTT服務，以約1.5億港元收購中國移動香港旗下的擁有流動電視服務牌照的子公司及成立香港流動電視網絡有限公司；原定計劃於2014年7月1日啟播旗下的首條頻道，惟此後來因為流動電視廣播技術制式法律爭議而未能夠如期推行。2014年4月11日，香港電視網絡再次向通訊事務管理局申請免費電視牌照。
2014年11月，香港電視網絡推出網上電視及購物平台，亦會繼續製作節目，並且在網上購物平台上播放。香港電視網絡於2014年11月19日中午12點半在金鐘萬豪酒店舉行網絡電視的開台禮，時任商務及經濟發展局局長蘇錦樑應邀出席。香港電視於當日晚上8時啟播，首个播映节目为开台礼半小时节选，緊接播放開台劇《警界線》及《選戰》首集。隨著最後一套首播的自製劇集《開腦儆探》於2015年9月24日播映完畢、2015年12月港視最後的自製節目《Shopping Hero》亦因一眾幕後員工離職停止製作，電視節目製作全面暫停。
2017年2月20日，香港電視網絡宣佈以67.1萬美元收購團購網站Groupon在香港的業務，在3月3日完成交易，其後該網站在6月重新定名為「HoKoBuy」。
2018年3月27日，香港電視網絡宣布撤回免費電視牌照申請，並將當年購得的廣播類流動電視牌照交回予通訊局。換言之香港電視網絡日後將以網購為主。
2021年7月13日，香港電視網絡有限公司正式更名為「香港科技探索」，英文簡稱由「HKTV」更改成「HK TECH VENTURE」。

## 歷史

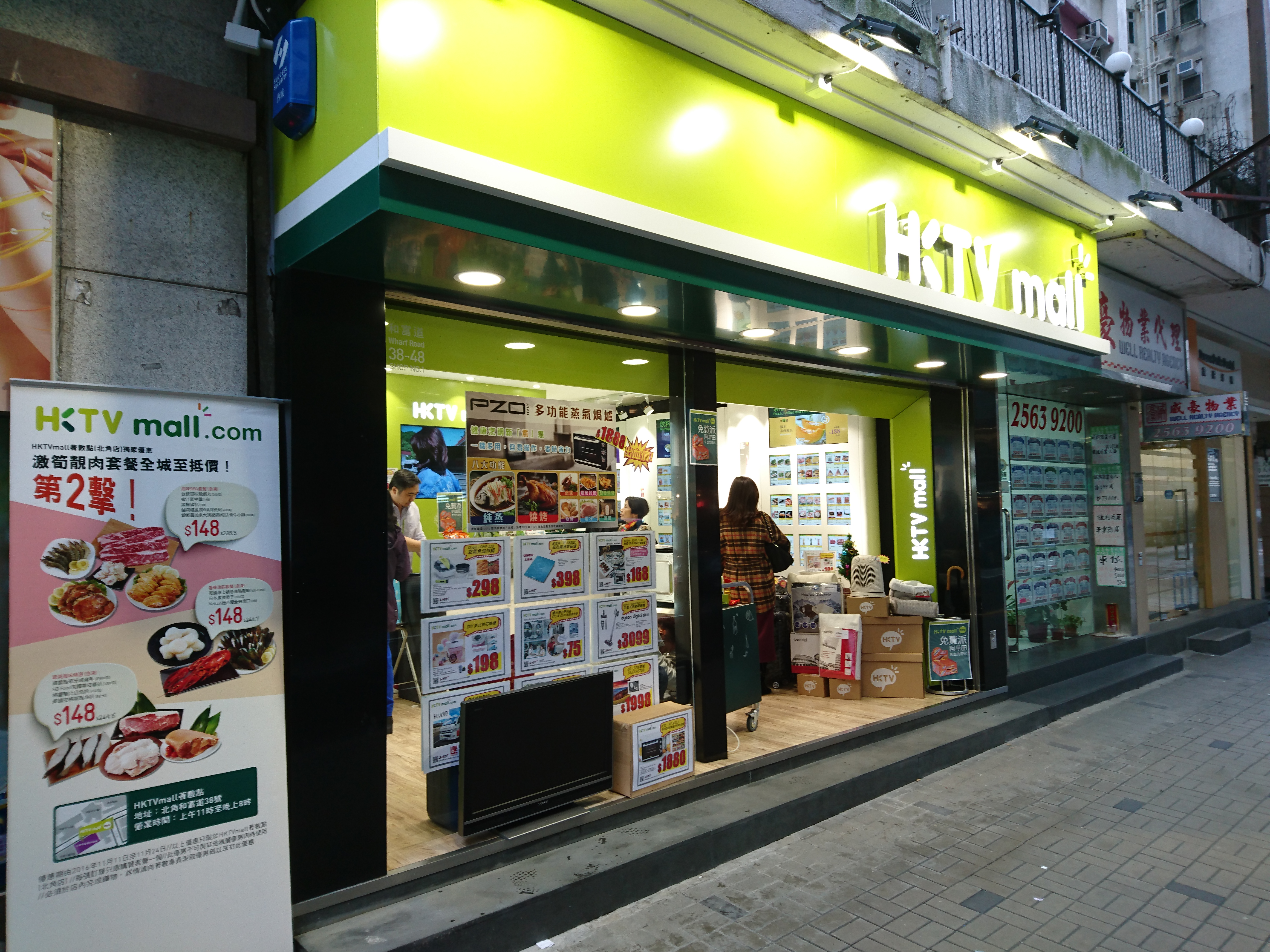
香港電視網絡發展網購業務「HKTV Mall」後，於2016年8月在北角和富道開設第一間實體商店，而2017年1月在鴨脷洲海怡西廣場開設第二間實體商店。

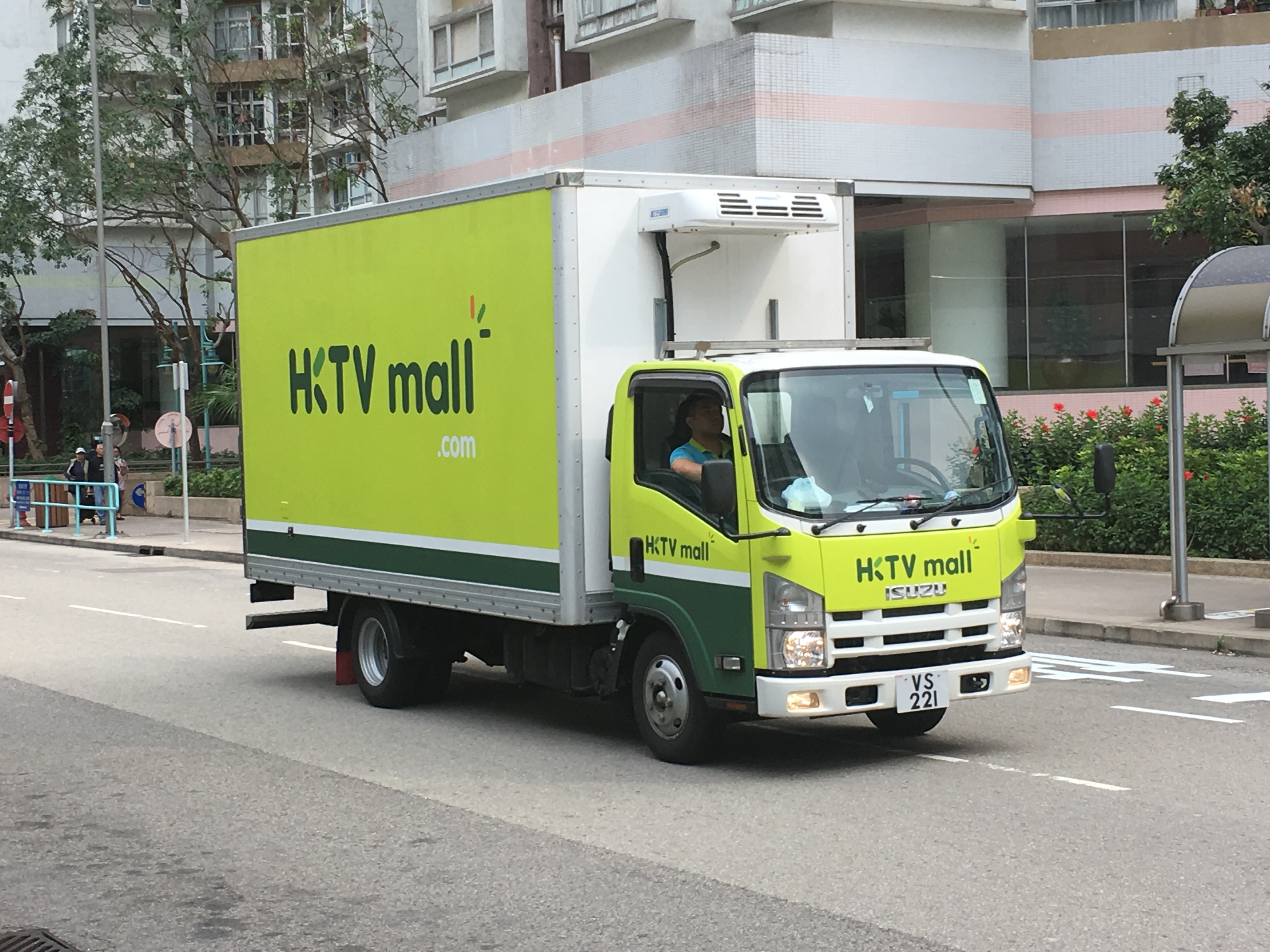
香港電視網絡發展網購業務「HKTV Mall」的送貨貨車

香港電視網絡的前身城市電訊於1992年5月19日，並於美國纳斯达克证券交易所及香港證券交易所上市，初期業務為在香港及加拿大提供國際直撥電話服務（IDD），其後在香港以香港寬頻為名推出寬頻上網服務及互聯網電視香港寬頻bbTV。

### 2009年至2013年：第一次申請免費電視牌照
2009年12月31日，城市電訊向香港政府申請免費電視服務牌照，開始正式進軍香港電視廣播市場，並於2010年8月成立香港媒體製作及2012年2月成立「城市電訊電視部」。
2012年4月售出其下所有IDD及寬頻服務套現，集中資源發展電視業務。
2012年12月4日舉行新台命名及節目試映禮，宣佈新電視台名為「香港電視」，而公司將易名為「香港電視網絡有限公司」。
2013年5月24日，港視將部分劇集片段上載 YouTube。6月14日將《警界線》第一集足本上載 YouTube。
2013年10月15日香港政府宣佈不接納香港電視之免費電視服務牌照申請，並表示唯一上訴途徑是司法覆核，而香港電視於消息公佈後翌日宣佈逐步解僱所有員工。

### 2013年至2014年：流動電視計劃受阻、第二次申牌
2013年12月21日香港電視與中國移動香港達成收購其下香港流動電視服務的協議及成立「香港流動電視網絡有限公司」，並宣佈將會在2014年7月1日啟播，而除了恢復聘用早前已解僱的員工外，另外再增聘800至1000名員工。
2014年1月6日香港電視網絡就未獲發免費電視牌照一事提出司法覆核，希望可奪回公義及推翻政府不發牌的決定，以保障員工、股東及大眾的利益。案件於同年1月10日獲高等法院接納，司法覆核聆訊於2014年8月27至29日進行（案件編號：HCAL 3/2014）
2014年3月，香港電視網絡擬改用與數碼地面電視廣播相同的DTMB制式提供流動電視服務，但通訊局認為此舉將令港視直接「入屋」，與其他免費電視相同，應受《廣播條例》監管，要求港視先申請免費電視牌照或改用其他制式，惟港視質疑通訊局理據，並已在2014年4月11日香港電視網絡及香港流動電視網絡已就流動電視廣播制式問題提出司法覆核，案件於同年5月20日獲高等法院接納，司法覆核聆訊於2014年11月26至28日進行（案件編號：HCAL 39/2014）。
在就流動電視廣播制式問題提出司法覆核同時，香港電視亦再次向通訊局申請免費電視牌照。

### 2014年至2015年：推出 HKTVmall 網上電視及購物平台
2014年5月，香港電視成立香港電視購物網絡有限公司，計劃推出購物網站，並把已製作好的節目於有關購物平台上播放，期望吸引本地知名商戶進駐，目標群組是年薪25萬以上的中產家庭；但香港電視表示，目標仍為經營免費電視，營運電子商貿只為獲得資金維持公司營運。
香港電視於2014年10月23日起陸續透過智能電視應用程式、智能手機應用程式、Android電視盒應用程式及網站等平台試播。為求確保能啟播順利，香港電視於2014年11月初舉行了三次壓力測試，測試伺服器對大流量造訪的應對能力。首次的壓力測試名為「網絡防禦及系統壓力測試」，於2014年11月7、8、9日連續三晚，晚上十時至十一時舉行，主要測試系統的直播功能。第二次測試名為「點播頻道測試」，於2014年11月13日晚上十時至十一時舉行，香港電視提供《警界線》絕密刪剪片段以測試系統的點播功能。最後一次的壓力測試於2014年11月16日晚上七時至十二時舉行，測試名為「終極系統測試 2.0 之好想同 HKTV 瘋狂睇戲」，在該晚，香港電視提供四齣電影供點播，以測試系統的最大承受能力，四齣電影分別為：《地球毀滅密碼》、《天際100分鐘》、《我女友係零零7》和《邪靈》。
10月27日至11月9日期間，香港電視網絡為開台劇設立網上投票，開台劇共有12部作品。11月10日公佈《選戰》以100250票壓倒第二名的《警界線》。但為答謝支持者開台日（11月19日）同場加映《警界線》。
香港電視於11月19日正式開台，以OTT模式廣播，觀眾可透過智能電視、電腦、Android電視盒、家用遊戲機（Xbox One）以及在智能手機下載香港電視應用程式收看節目。開台初期香港電視經營一條直播頻道。啟播初期，直播頻道會每日播放共17小時，包括6小時首播節目（每日播放1小時的自家製作的包括劇集或綜藝節目，再加上4小時外購劇集，以及2小時購物和消閒生活資訊節目），和11小時的重溫節目，而且開台初期只會提供720p影片以確保能流暢播放，稍後會提升至1080p。已登記HKTVmall免費會員的香港觀眾亦可使用點播（Video On Demand）隨時收看任何已上載的節目，大部份節目均於直播頻道首播前已上載，即每天早上六時。收入來源則來自每看12-13分鐘節目，觀眾就要看1分鐘到2分鐘左右的廣告，王維基稱部分劇集已有內建式廣告，而定價更與最大競爭對手TVB接近。
2014年12月16日，香港電視宣佈網購HKTVmall平台將於12月17日開始試業，並將於2015年2月1日正式推出。2015年8月初，HKTVmall曾承包51個港鐵站及兩個機場快綫站共3,298個的月台燈箱廣告，推廣網購平台。
行政長官會同行政會議於2015年4月1日決定不續牌予亞洲電視後，亞視的免費電視服務牌照只餘下一年，香港電視於2015年4月13日透過港交所發表公告，建議向亞洲電視提供1,000小時的電視節目，在亞視旗下的本港台（模擬頻道）及第11台（數碼頻道）透過大氣電波每日同步廣播合共4小時的電視節目直至2015年12月31日；亞視並須聘任港視為相應播放時段唯一和獨家銷售代理，以徵求、決定及安排與該廣播有關時段的廣告及代表亞視收取相應的廣告收入。而港視將會支付亞視上述相應廣告月收入的50%為許可費，並就此承擔每月最低500萬港元的付款額。惟亞視拒絕。
2015年4月24日，港視就第一次申請免費電視牌照決定的司法覆核獲判勝訴。判詞指行會違反政策，未有考慮港視的合理期望，故判港視勝訴，推翻行會的決定，要行會按法庭的演繹，即考慮港視的合理期望，而重新考慮有關申請。行會在同年5月19日提出上訴，聆訊於2016年2月17日及18日進行。

### 2015年至今：放棄免費電視業務 主力發展電子商貿
2015年9月24日，最後一套首播的自製劇集《開腦儆探》播映完畢，除了《Shopping Hero》仍然有新首播集數，暫再沒有首播自製節目。
2015年9月29日，流動電視司法覆核中港視被裁定敗訴，港視決定不上訴。現時流動電視使用CMMB制式於682MHz頻譜廣播節目，曾計劃改用高清DVB-T2制式但暫未有進展。
2015年11月27日，香港電視網絡計劃遞交25表格及撤銷納斯達克股票市場上市地位，原因是預託證券股份的持股量及交投量有限，以及在美國維持上市地位需投入的時間及成本。
2015年12月，港視最後的自製節目《Shopping Hero》亦因一眾幕後員工離職而停止製作，電視節目製作亦全面暫停。雖然直播頻道節目表內《Shopping Hero》的集數仍不斷遞增，但有網民發現自12月起《Shopping Hero》每集內容均為重播。網民並指出。在12月4日《Shopping Hero》時段內播出的特備節目《發現Kumamon》應為港視最後的製作。
2016年，香港電視網絡官方Facebook專頁併入HKTVmall的Facebook專頁，內容以網購為主。香港電視現仍透過網站及廣播類流動電視（CMMB制式）滾筒重播節目，以及陸續上載各節目至官方YouTube頻道供海外觀眾收看。
2016年4月6日，高等法院上訴庭就香港電視網絡免費電視牌照司法覆核案作出裁決，裁定行會上訴得直，撤銷原審時着發還行會再考慮是否向港視發牌的判決。
2016年11月，香港電視網絡購物平台播出自2015年12月暫停製作節目後首個自製節目《有一種味道叫北海道》，由杜小喬主持。
2017年2月20日，香港電視網絡宣佈以67.1萬美元收購團購網站Groupon在香港的業務，在3月3日完成交易，其後網站在6月重新定名為「HoKoBuy」。
2017年7月13日，通訊局批准香港電視網絡旗下子公司香港流動電視網絡的申請，把其提供流動電視服務所採用的傳送制式更改為數字視頻廣播的地面2制式（DVB-T2）之下的T2 Lite。
2017年8月1日，香港電視網絡註冊辦事處遷至其位於將軍澳創新園的多媒體及電子商貿中心。
2018年3月27日，香港電視網絡宣布撤回免費電視牌照申請，並將當年購得的流動電視牌照交回予通訊局。
2018年3月29日，香港電視網絡正式停止互聯網電視服務。
2018年3月31日，香港電視網絡正式停止流動電視服務。
2018年4月18日，奇妙電視中文台（現稱「HOY TV」）播放由香港電視網絡製作的劇集《來生不做香港人》，以「hktvmall.com」特約形式播放，同時亦是香港電視網絡製作的節目首次於香港免費電視平台上播放。
2021年，香港電視網絡與至少一家機構洽談協助建立不同的網上購物平台，其中一家為 i.t.。另外，香港電視網絡建议将公司名稱更名为香港科技探索（英語：Hong Kong Technology Venture），以更能反映公司業務，于6月9日的股東大會上投票決定。
2021年7月13日，香港電視網絡有限公司正式更名為「香港科技探索」，英文簡稱由「HKTV」更改成「HK TECH VENTURE」。
2022年3月30日，公司公佈業績時提及第三季至第四季會在英國曼徹斯特開設無人店及網店，預計設有一至三部智能機器，將會提供大量來自香港或亞洲區食品及日用品，目標對象是移民到當地的20萬香港人。

## 董事局及管理層
| 董事局                                            | 董事局                                      | 董事局                                  | 董事局                        |
| ------------------------------------------------- | ------------------------------------------- | --------------------------------------- | ----------------------------- |
| 張子建 （董事局主席兼執行董事）                   | 王維基 （董事局副主席及行政總裁兼執行董事） | 黃雅麗 （財政總裁及公司秘書兼執行董事） | 劉志剛 （營運總監兼執行董事） |
| 周慧晶 （董事總經理（購物及電子商貿）兼執行董事） | 麥永森 （獨立非執行董事）                   | 李漢英 （獨立非執行董事）               | 白敦六 （獨立非執行董事）     |
| 管理層                                            |                                             |                                         |                               |
| 王維基 （行政總裁）                               | 黃雅麗 （財政總裁及公司秘書）               | 梁俊業 （法律部主管）                   | 鄭靜雯 （企業傳訊助理總監）   |
| 劉志剛 （營運總監）                               | 周慧晶 董事總經理（購物及電子商貿）         |                                         |                               |

- 2014年8月，鄭慕智博士以私人理由辭去非執行董事一職。
- 2015年1月，總導演歐耀興回巢無綫電視，方俊華轉投香港電視娛樂，編審鮑偉聰及其他幕後人材已離開香港電視網絡。只餘下兩、三位總導演和香港電視網絡有合約[參 27]。
- 2015年9月，創作總監蔡淑賢回巢無綫電視，製作總監鄧婉媚離職（2016年3月20日因病離世），編審黃偉強回巢無綫電視。
- 2015年10月，創作總監朱鏡祺及劉彩雲回巢無綫電視。
- 2015年11月，所有幕後人材已離職，只餘下由前香港寬頻bbTV香港新聞台台長李志堅轉任網購平台擔任製作總監一職，幕後人材最後離職名單包括：
創作總監林少枝回巢無綫電視。
總導演：蘇萬聰2016年8月已回巢無綫電視擔任使徒行者2監製。
總導演陳新俠已回巢無綫電視擔任編導，更委以重任負責為無綫電視賭城群英會擔任編導。
總導演陸天華已轉任香港電影導演、擔任執導我們停戰吧！。
總導演劉順安已回中國內地、劇集非常营救執導。
總導演黃國強擔任合拍劇東方華爾街執導。
總導演關樹明、方俊華已回巢無綫電視任職監製。
編審李綺華、梁敏華、劉小群、蔡婷婷於2016年陸續回巢無綫電視。
- 2015年12月，所有節目停止製作。製作總監李志堅離職。
- 2016年5月，所有與電視、電影的製作人員已全部離職，僅餘下最後一個藝人陳錦鴻，合約有效期至2017年12月[參 28]。部分藝人已回巢無綫電視、或加盟擁有免費電視牌的香港電視娛樂或奇妙電視，亦有部分藝人選擇北上發展或參演電影。
- 2016年12月，行政總裁杜惠冰調任非執行董事，副主席張子建獲委任為行政總裁。
- 2017年6月，電腦技術工程主管兼工會理事長楊志豪已離職。
- 2018年1月1日，所有藝人離職。

## 頻道
2014年10月5日，香港電視宣佈於11月19日正式開台，以OTT模式廣播，觀眾可透過智能電視、電腦、電視機頂盒（小米盒子）、家用遊戲機（Xbox One、PlayStation 4）以及在智能手機下載香港電視應用程式收看節目。
開台初期香港電視經營一條直播頻道。已登記HKTVmall免費會員的觀眾可使用點播（Video On Demand）隨時收看任何已上載的節目，大部份節目均於直播頻道首播前已上載，即每天早上六時。
由於香港電視的電視節目以網上電視形式播放，不少年輕人可以輕易地以手機程式或網上電視收看，但相較之下較為較老年人士收看手機程式或網上電視節目則較為困難。王維基表示，故將會繼續爭取免費電視牌照，以方便所有人士收看。王維基表示：「路是人行出來，一條不通可以行第二條」，認為香港人「轉數快」，只要堅持不放棄，「一定可以繼續做」。

### 已停播頻道
| 頻道名稱     | 頻道內容                                             | 傳送制式                                       | 視訊制式                                                | 啟播日期                                          | 停播日期                                          |
| 香港新聞台   | 24小時新聞及財經頻道                                 | 互聯網（香港寬頻bbTV200台）                    | 標清 4:3                                                | 2003年3月5日                                      | 2013年9月1日                                      |
| HKTV直播頻道 | 廣東話綜合頻道，主要播放自製及外購的電視劇和綜藝節目 | 互聯網 大氣電波（廣播類流動電視：682MHz CH47） | 高清 16:9 720p （網站及應用程式） CMMB QVGA（流動電視） | 2014年11月19日 20:00（互聯網） 2014年（流動電視） | 2018年3月29日（互聯網） 2018年3月31日（流動電視） |

### 曾計劃頻道
第1次申請免費電視牌照時，城市電訊計劃在啟播時營運共12條本地免費電視節目服務頻道（即2條自辦頻道、4條轉播頻道及6條聯營頻道），頻道會以模擬及數碼形式作同步播放。頻道數目在啟播後的三年內會增至20條（即2條自辦頻道、8條轉播頻道及10條聯營頻道），並會在啟播後的6年內增至30條（即2條自辦頻道、11條轉播頻道及17條聯營頻道）。
城市電訊當時計劃於取得免費電視牌照後，採用原有子公司香港寬頻的光纖網絡傳送電視訊號到各住宅大廈機房，並且透過解碼器再以公共天線形式入戶，公眾可以直接以電視接收其模擬頻道或者透過支援DTMB制式訊號的裝置（如內建解碼器的電視機、機頂盒、USB電視手指等）接收其數碼頻道。
而在首次免費電視牌照被拒後，香港電視收購了中國移動香港的流動電視服務並成立香港流動電視網路，宣佈推出流動電視服務及互聯網平台OTT服務（Over-The-Top）。香港電視當時計劃香港流動電視網絡會經營3至5條頻道，包括一條綜合廣東話頻道和一條24小時新聞頻道。觀眾可選看免費的直播頻道，亦可通過OTT服務（Over-The-Top）選看付費的自選影像（Video On Demand）。。
香港電視於第2次申請免費電視牌照時，表明會開設3條頻道，包括1條18小時綜合廣東話頻道、1條18小時綜合英語頻道及1條24小時新聞頻道。香港電視計劃同時採用香港寬頻的光纖網絡及香港流動電視網絡的大氣電波頻道提供節目。

## 節目
香港電視網絡有限公司的電視節目內容以多方向為主，以照顧生活娛樂及資訊需要。截至2013年8月31日，香港電視網絡有限公司已有190集劇集、70集綜藝及資訊節目完成拍攝或進行製作中，並有超過1000集外購節目。
香港電視所有節目均採用實景拍攝，並使用德國的電影級攝影機，ARRI廠製Alexa型號高清攝錄機，並採用了超高清4K電影級色彩系統，令畫面色彩更真實及豐富。
2013年10月15日，香港電視網絡因為未獲發地面電視服務牌照而中止製作節目。但其後收購中國移動香港流動電視業務，恢復製作節目，預計2014年內將會製作260小時劇集及2015年製作520小時劇集。
香港電視網絡初次申牌時希望2014年啟播時可以每晚提供一線自製電視劇，未來更可以每晚提供兩線自製電視劇，及每晚電視黃金時間提供不少於6小時的首播電視節目。

### 電視劇
城市電訊於2012年4月起開始電視劇拍攝工作，按發佈序為《還來得及再愛你》、《驚異世紀》、《童話戀曲201314》、《第二人生》、《警界線》、《三面形醫》、《開腦儆探》及《來生不做香港人》。
2013年1月城市電訊正式易名為香港電視網絡後，開拍的電視劇包括《導火新聞線》、《我阿媽係黑玫瑰》、《歲月樓情》、《天網》、《四年B班》、《大眾情性》、《夜班》（別名《Night Shift》）及《惡毒老人同盟》。
2013年10月15日，香港電視網絡因為未獲發地面電視服務牌照而中止製作節目，部份拍攝中的劇集被迫停拍，受影響的包括《大眾情性》、《惡毒老人同盟》及《天網》。
2014年1月，香港電視網絡宣佈轉營流動電視，早前停拍劇集陸續復拍，1月20日開拍新劇《末日+5》。
2014年3月香港電視網絡因流動電視業務亦須暫停，再次暫停新的節目製作。
2014年5月，香港電視開始籌備網上電視購物平台，為此於7月中拍《選戰》，為香港電視2014年最後一套完成的電視劇。2014年11月正式推出網上電視及購物（Shoppertainment）平台，並將節目放在網上購物平台播放，開台劇為《選戰》及《警界線》。港視表示最快於2015年首季恢復拍攝劇集，但受到收到收視日益下跌及出現虧蝕的影響，港視宣佈擱置復拍劇集，直至獲發免費電視牌照。
2018年到2019年間，香港電視網絡其中11套自製電視劇獲取得免費電視牌照的奇妙電視採購並安排在平日晚上黃金時段於奇妙77台（後改名為香港開電視）播出，按播映序為《來生不做香港人》、《歲月樓情》、《我阿媽係黑玫瑰》、《惡毒老人同盟》、《開腦儆探》、《童話戀曲201314》（奇妙電視播映時易名為《童話戀曲》）、《四年B班》、《第二人生》、《三面形醫》、《夜班》及《還來得及再愛你》。

### 其他節目
除電視劇外，香港電視已製作及播出的節目包括《挑戰》、《飄》、《爆Talk》、《食的秘密》、《奧比斯救盲之旅》及《發現宮崎》。另有一套《HKTV Working Holiday》已製作但未有播出。
另外亦有每天直播的電視購物節目《Shopping Hero》。
部份外購節目雖有廣東話配音，卻欠中文字幕，也不可揀選原本的語言，網民有所微言，港視CEO杜惠冰則表示系統處理不到兩個聲道，而配廣東話亦投放了很多投資，好多謝大家意見。而有網民表示沒雙聲道可諒解，畢竟也可在網上看到原聲道。

### 收視指數
以下紀錄香港電視網絡直播及點播收視，紅色表示為該年度最高收視指數，藍色則表示為該年度最低收視指數。
| 截數日期 （2014年） | 點播收視         | 點播收視         | 點播收視        | 直播收視         | 直播收視         | 直播收視        |
| 截數日期 （2014年） | 平均每日觀看用户 | 平均用户觀看時間 | 7日獨立觀看用戶 | 平均每日播放裝置 | 平均裝置播放時間 | 7日獨立裝置播放 |
| ------------------- | ---------------- | ---------------- | --------------- | ---------------- | ---------------- | --------------- |
| 11月25日            | 205,000          | 53分鐘           | 595,000         | 358,000          | 42分鐘           | 1,415,000       |
| 12月2日             | 174,000          | 69分鐘           | 427,000         | 183,000          | 49分鐘           | 719,000         |
| 12月9日             | 159,000          | 71分鐘           | 368,000         | 195,000          | 51分鐘           | 608,000         |
| 12月16日            | 140,000          | 78分鐘           | 356,000         | 172,000          | 56分鐘           | 631,000         |
| 12月23日            | 125,000          | 77分鐘           | 316,000         | 152,000          | 64分鐘           | 550,000         |
| 12月30日            | 125,000          | 87分鐘           | 307,000         | 146,000          | 63分鐘           | 519,000         |

| 截數日期 （2015年） | 點播收視         | 點播收視         | 點播收視        | 直播收視         | 直播收視         | 直播收視        |
| 截數日期 （2015年） | 平均每日觀看用户 | 平均用户觀看時間 | 7日獨立觀看用戶 | 平均每日播放裝置 | 平均裝置播放時間 | 7日獨立裝置播放 |
| ------------------- | ---------------- | ---------------- | --------------- | ---------------- | ---------------- | --------------- |
| 1月6日              | 130,000          | 86分鐘           | 297,000         | 142,000          | 61分鐘           | 492,000         |
| 1月13日             | 127,000          | 80分鐘           | 276,000         | 131,000          | 61分鐘           | 439,000         |
| 1月20日             | 105,000          | 76分鐘           | 270,000         | 117,000          | 62分鐘           | 422,000         |
| 1月27日             | 73,000           | 75分鐘           | 218,000         | 89,000           | 66分鐘           | 341,000         |
| 2月3日              | 60,000           | 75分鐘           | 188,000         | 99,000           | 55分鐘           | 384,000         |
| 2月10日             | 58,000           | 74分鐘           | 183,000         | 121,000          | 44分鐘           | 471,000         |
| 2月17日             | 55,000           | 77分鐘           | 171,000         | 110,000          | 46分鐘           | 417,000         |
| 2月24日             | 57,000           | 92分鐘           | 181,000         | 116,000          | 45分鐘           | 442,000         |
| 3月3日              | 45,000           | 90分鐘           | 135,000         | 99,000           | 44分鐘           | 372,000         |
| 3月10日             | 40,000           | 89分鐘           | 114,000         | 90,000           | 45分鐘           | 331,000         |
| 3月17日             | 45,000           | 83分鐘           | 118,000         | 95,000           | 42分鐘           | 341,000         |
| 3月24日             | 52,000           | 84分鐘           | 127,000         | 106,000          | 38分鐘           | 372,000         |
| 3月31日             | 54,000           | 84分鐘           | 124,000         | 109,000          | 36分鐘           | 378,000         |
| 4月7日              | 59,000           | 97分鐘           | 137,000         | 123,000          | 33分鐘           | 429,000         |
| 4月14日             | 62,000           | 95分鐘           | 146,000         | 115,000          | 35分鐘           | 392,000         |
| 4月21日             | 48,000           | 89分鐘           | 125,000         | 95,000           | 38分鐘           | 349,000         |
| 4月28日             | 44,000           | 83分鐘           | 115,000         | 92,000           | 34分鐘           | 338,000         |
| 5月5日              | 43,000           | 82分鐘           | 123,000         | 95,000           | 32分鐘           | 356,000         |
| 5月12日             | 41,000           | 80分鐘           | 109,000         | 87,000           | 31分鐘           | 325,000         |
| 5月19日             | 36,000           | 82分鐘           | 100,000         | 73,000           | 36分鐘           | 278,000         |
| 5月26日             | 33,000           | 87分鐘           | 91,000          | 78,000           | 32分鐘           | 302,000         |
| 6月2日              | 31,000           | 80分鐘           | 81,000          | 70,000           | 33分鐘           | 266,000         |
| 6月9日              | 28,000           | 78分鐘           | 76,000          | 69,000           | 30分鐘           | 270,000         |
| 6月16日             | 25,000           | 74分鐘           | 71,000          | 64,000           | 29分鐘           | 253,000         |
| 6月23日             | 22,000           | 74分鐘           | 69,000          | 60,000           | 30分鐘           | 249,000         |
| 6月30日             | 19,000           | 68分鐘           | 58,000          | 52,000           | 32分鐘           | 218,000         |
| 7月7日              | 16,000           | 73分鐘           | 51,000          | 47,000           | 33分鐘           | 201,000         |
| 7月14日             | 14,000           | 69分鐘           | 43,000          | 41,000           | 34分鐘           | 179,000         |
| 7月21日             | 13,000           | 67分鐘           | 42,000          | 43,000           | 33分鐘           | 185,000         |
| 7月28日             | 17,000           | 69分鐘           | 53,000          | 48,000           | 34分鐘           | 198,000         |
| 8月4日              | 21,000           | 78分鐘           | 54,000          | 61,000           | 30分鐘           | 249,000         |
| 8月11日             | 23,000           | 80分鐘           | 55,000          | 77,000           | 28分鐘           | 317,000         |
| 8月18日             | 27,000           | 92分鐘           | 61,000          | 70,000           | 31分鐘           | 263,000         |
| 8月25日             | 29,000           | 92分鐘           | 72,000          | 70,000           | 33分鐘           | 260,000         |
| 9月1日              | 31,000           | 87分鐘           | 78,000          | 71,000           | 31分鐘           | 261,000         |
| 9月8日              | 31,000           | 92分鐘           | 85,000          | 72,000           | 29分鐘           | 278,000         |
| 9月15日             | 23,000           | 90分鐘           | 60,000          | 56,000           | 34分鐘           | 214,000         |
| 9月24日             | 21,000           | 88分鐘           | 56,000（9日）   | 50,000           | 34分鐘           | 225,000（9日）  |

## 多媒體及電子商貿中心

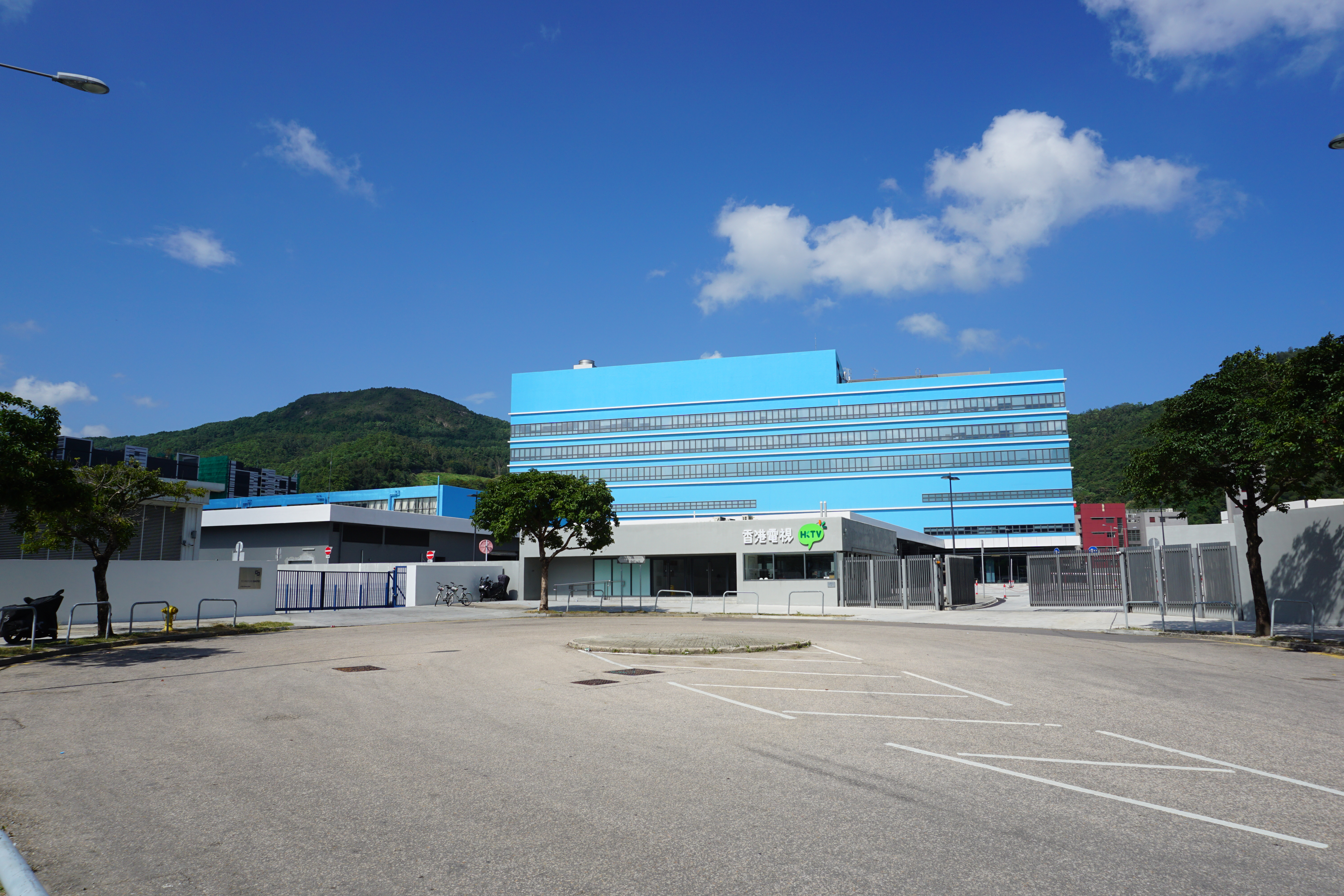
香港電視多媒體及電子商貿中心

2011年8月，香港電視全資附屬公司香港媒體製作獲政府批出將軍澳創新園土地，規劃興建樓面面積超過500,000平方呎的電視及多媒體製作中心。當時計劃未來三年投資超過8億，興建國際級的製作基地，包括全亞洲最大、面積18,000平方呎的錄影廠、附設3D及超高清設備的後期製作中心，因失落免費電視牌照和流動電視受阻曾停工。。
2015年9月中正式動工，項目名稱改為「多媒體製作及分銷中心」，包括興建兩座大樓當中包括六層高的媒體大樓及一層高影視製作大樓和有蓋停車場，總建築面積約31,777方米。預計在落成後將有可能製作電影節目、電視劇節目及綜藝節目等。
為配合經營電子商貿生意，2016年12月向香港科技園公司申請額外使用該中心5,080平方米，作為電子商貿配送中心。2017年2月獲批，同年8月遷入，並正式命名為「香港電視多媒體及電子商貿中心」。當中包括4個錄影廠、2個配音室及後期製作設施，多媒體及電子商貿中心的停車場改建成自動化倉儲系統，耗資1.4億元。

## 應用程式
香港電視網絡開發了提供手機、平板電腦收看直播、點播、購物，以及電視收看直播、點播的應用程式。
「HKTVmall」應用程式有iOS及Android版本，提供收看「直播頻道」、點播以及購物的功能。
「HKTV 電視」應用程式有Android版本，主要為Android電視盒設計，但其他Android裝置如手機亦可安裝，只提供收看「直播頻道」及點播的功能，此應用程式的畫質比「HKTVmall」為佳。
「HKTV 直播」應用程式為智能電視應用程式，現時Samsung及Sony等品牌的智能電視已有「HKTV 直播」，只提供收看「直播頻道」，此應用程式的畫質跟「HKTV 電視」相同。

## 外部連結
- 香港電視官方網站（電視及購物平台） （页面存档备份，存于）
- YouTube上的香港科技探索頻道
- 香港科技探索的Facebook專頁
- 香港科技探索的新浪微博